# Долбілов Сергій Олексійович
Сергій Долбілов (22 грудня 1965, Київ  — 12 січня 2023, Тель-Авів, Ізраїль) — український режисер, сценарист і продюсер неігрового кіно, телеведучий, режисер-постановник і продюсер спортивних трансляцій. Працював на кіностудії «Київнаукфільм», телеканалах «1+1», «Інтер» та «Мегаспорт». Під час своєї кар'єри він знімав документальні фільми та серіали про братів Кличків, Олександра Усика, Василя Ломаченка, Андрія Шевченка та інших видатних спортсменів.

## Життєпис
Сергій Долбілов народився в Києві 22 грудня 1965 року. Його батько — Олексій Сергійович Долбілов (1936-1998), працював у складі керівництва заводу «Арсенал», мати — Маргарита Миколаївна Долбілова (1938-2019), працювала в ЦКБ заводу «Арсенал» технічною редакторкою.
Сестра — Ніна Виштак (Долбілова). 
Ще навчаючись в університеті імені Івана Карпенка-Карого за спеціальністю «Організація, планування та управління театральною справою», почав роботу у сфері кіноіндустрії з посади адміністратора та директора картини у «Київнаукфільм».
З 1995 року був режисером відділу спорту телеканалу ICTV.
У 1995 році Долбілов зняв свій перший документальний фільм про українського баскетболіста, олімпійського чемпіона Олександра Волкова. Зйомки відбувалися в Греції, де Волков грав у команді «Олімпіакос».
З 1997 по 2004 рік був режисером, а пізніше — шеф-редактором спортивної редакції телеканалу «Студія 1+1». Був автором і режисером спортивної програми «Проспорт», яка у 1997 році перемогла у національному телеконкурсі «Золота ера» в номінації «Найкраща спортивна програма». Працюючи на 1+1, був членом Євразійської телеакадемії.
У 2001 році Сергій Долбілов у співпраці з телеканалом 1+1 презентував 12-епізодний серіал «Гра в "Динамо"» про історію команди від 1961 року і до сьогоднішнього дня.
У 2003 році Долбілов здобув премію «Телетріумф» у номінації «Сценарист» за документальний фільм про братів Кличків «Брати по крові».  А у 2004 році — як режисер за документальний фільм «Шевченко. Соло для Андрея» про кар’єру футболіста Андрія Шевченка.
З 2004 по 2009 рік Долбілов був креативним директором першого українського спортивного телеканалу «Мегаспорт».
У 2012 році був володарем премії «Телетріумф» у номінації «Режисер/постановник (режисерська група) телевізійного документального фільму» за стрічку «Острів везіння» у виробництві телеканалу «Інтер» про історію національної футбольної збірної України.
З 2010 по 2018 рік був керівником редакції спортивних і документальних проектів телеканалу «Інтер». Автор і режисер програми «Великий бокс». У 2012 і 2013 роках програма здобула премію української телеакадемії «Телетріумф» у номінації «Спортивна програма».
У 2014 році випустив документальний фільм «Мій квартал» про студію «95-й квартал» та її тодішнього лідера Володимира Зеленського.
З 2019 по 2022 рік був автором і ведучим інтернет-подкасту «Бокс-офіс».
Наприкінці 2021 року в Долбілова було діагностовано онкологічне захворювання. Курс лікування проходив в Ізраїлі. Помер 12 січня 2023 року в госпіталі Тель-Авіва Іхілов. 

## Вибрана фільмографія
1995 — «Чеховський сад Юрія Любимова»
1996 — «Квітень. Таганка. Достоєвський»
1997 — «Під жарким сонцем опери»
Так само Сергій Долбілов був продюсером поїздки до Берліна, де творча група знімала репетиції вистави «Горе від розуму» (1995 р.), де Любимов грав роль Фамусова, а також прем'єру вистави Театру на Таганці "Брати Карамазови" (1997)
2000 — документальний фільм «Справа банкіра» про Бориса Фельдмана і розгром банку «Слов'янський». Друга частина цього фільму вийшла у 2003 р., де Сергій виступив ще й співавтором сценарію.
2000 — «Брати Клички. Переможний удар», 9 серій. Головний приз Євразійського телефоруму в номінації «Найкраща спортивна програма».
2000 —  «От надежды к надежде»
2001 — «Гра в "Динамо"»,12 серій. Гран-прі Євразійського телефоруму.
2001 — «Шістнадцятий». Головний приз фестивалю спортивного кіно в Красногорську. 
2002 — «Україна — чемпіон». Фільм озвучив майбутній президент України Володимир Зеленський, тоді — 24-річний актор команди КВК «95-й квартал».
2003 — «Брати по крові»  (т/к «1+1»). Премія української телеакадемії «Телетріумф» у номінації «Сценарист».  
2004 — «Володарі кілець» (т/к «1+1»).
2004 — «Шевченко. Соло для Андрея» (т/к «1+1»). Премія української телеакадемії «Телетріумф» у номінації «Документальний фільм/цикл».
2005 — «Віталій Кличко. Час і місце»  (т/к «1+1»).
2006 — «Город Ангелов. Закат-восход». Почесний приз Міланського фестивалю спортивного кіно. 
2008 — «Однакоманда.su». Головний приз фестивалю спортивного кіно в Казані.
2008 — «Тарас Шевченко». У рамках телепроекту «Великі українці».
2008 — «Валерій Лобановський». У рамках телепроекту «Великі українці».
2009 — «Владислав Терзиул. Лінія життя». Спеціальний приз журі Московського кінофестивалю «Вертикаль» за найкращий сценарій.
2010 — «Кличко. Світло у вікні» (т/к «Інтер»).
2010 — «Лучший футболист Европы»
2011 —  «Сваты. Жизнь без грима» (міні-серіал) (т/к «Інтер»). Премія української телеакадемії «Телетріумф» у номінації «Документальний фільм/цикл».
2012 — «Острів везіння» (т/к «Інтер»). Премія української телеакадемії «Телетріумф» у номінації «Режисер-постановник документального фільму».
2012 — «Быть безупречным»
2014 — «Формула Чемпіона»
2014 — «Мій квартал»
2016 — «Lomus. Історія одного рекорду». Почесний приз Міланського фестивалю спортивного кіно.
2018 — «Team Loma». Почесний приз Міланського фестивалю спортивного кіно.
2018 — «Usyk. The Undisputed Champion»
2019 — «Папаченко». Почесний приз Міланського фестивалю спортивного кіно.
2022 — «Usyk. Next fight». Почесний приз Міланського фестивалю спортивного кіно.

## Особисте життя
Дружина —  Серафіма Панченко, звукорежисер, з якою познайомився на Київнаукфільм, а після розвалу СРСР разом з нею працював на телебаченні.
Син — Панченко Володимир, засновник і власник платформи для торгівлі ігровими предметами і технології будівництва метавсесвітів DMarket, a також компаній Skins.Cash та Suntechsoft.